# Fuirena oedipus
Fuirena oedipus är en halvgräsart som beskrevs av Charles Baron Clarke. Fuirena oedipus ingår i släktet Fuirena och familjen halvgräs. Inga underarter finns listade i Catalogue of Life.